# قصر الوردة

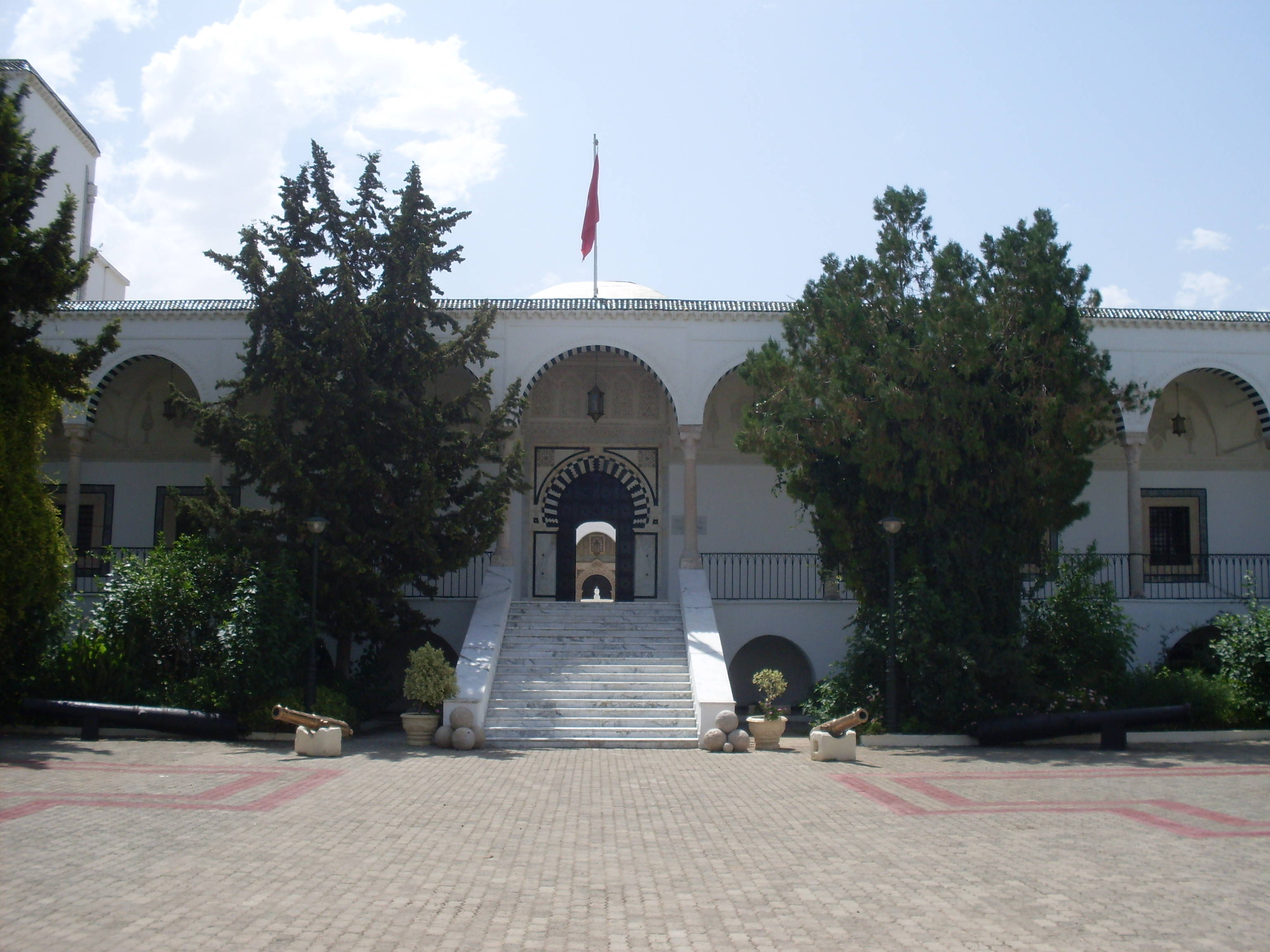
مدخل المتحف الذي يحتضنه القصر

قصر الوردة، هو قصر تاريخي ومتحف يقع في منوبة غرب وسط العاصمة التونسية. يعود إنشاءه إلى عام 1798 في عهد الباي الحسيني حمودة باشا. استعمل القصر أولا للراحة والاصطياف ثم كمقر إقامة لضيوف البايات، وفي عهد أحمد باي احتضن ثكنة للمدفعية ثم للخيالة ثم وظف لإقامة الموظفين الأجانب للمدرسة الحربية بباردو. وبعد انتصاب الحماية الفرنسية سنة 1881 استخدم قصر الوردة كمقر لقيادة الجيوش الفرنسية كما استعملته قوات المحور عند احتلالها البلاد التونسية (1942-1943). بعد الاستقلال استعمل مرة أخرى لإيواء ضيوف الدولة التونسية ثم احتضن مدرسة لضباط الصف. أقيمت ابتداء من عام 1977 أعمال صيانة، حوّل على إثرها القصر إلى متحف خصص لعرض تاريخ تونس العسكري. دشن المتحف رسميا في 25 جوان 1984 تحت اسم «المتحف العسكري الوطني» إلا أنه لم يفتح للعموم إلا في 24 جوان 1989. يعرض المتحف أسلحة قديمة ونماذج لمدرعات ومدافع ثقيلة وطائرات وسفنا حربية إضافة للوحات زيتية تجسد قادة عسكريين تونسيين أو أحداثا تاريخية. كما تحتضن حديقة المتحف مدافع ودبابات إضافة إلى طائرة حربية تعود إلى الحرب العالمية الثانية واستخدمها سلاح الجو التونسي بعد الاستقلال.

## وصلات خارجية
مقال عن قصر الوردة في موقع بلدية تونس